# Pseudodiploexochus madagascariensis
Pseudodiploexochus madagascariensis är en kräftdjursart som beskrevs av Franco Ferrara och Stefano Taiti1978. Pseudodiploexochus madagascariensis ingår i släktet Pseudodiploexochus och familjen Armadillidae. Inga underarter finns listade i Catalogue of Life.